# Hans van Mierlo
Hans Antonius Franciscus Maria Oliva van Mierlo, detto Hans (Breda, 18 agosto 1931 – Amsterdam, 11 marzo 2010), è stato un politico e giornalista olandese.
Fondatore del partito social-liberale dei Democratici 66, ricoprì l'incarico di viceministro presidente dei Paesi Bassi e ministro degli affari esteri sotto il primo governo di Wim Kok (1994-1998). È stato anche ministro della difesa dal 1981 al 1982 e ministro di Stato dal 1998 al 2010.

## Biografia

### Formazione e lavoro
Hans van Mierlo è il secondo di otto figli di un industriale di Breda, nel Brabante Settentrionale ed è cresciuto in una famiglia cattolica romana. Nel 1945, dopo la fine della seconda guerra mondiale, visse in Inghilterra per sei mesi per riprendersi. Ha studiato giurisprudenza all'Università cattolica di Nimega e ha conseguito il dottorato nel 1960. Dal 1960 al 1967 ha lavorato come giornalista per il quotidiano liberale Algemeen Handelsblad ad Amsterdam, prima nel dipartimento editoriale dei Paesi Bassi, poi come capo della sezione opinioni.

### Capo di partito, parlamentare e ministro
Nel 1966 fu determinante nella fondazione del partito social-liberale Democratici 66 e ne divenne il primo presidente. Componente della Tweede Kamer dal 1967 al 1977 e dal 1986 al 1994, dal 1967 al 1974 fu anche presidente della gruppo parlamentare Democratici 66; nel 1983 passò alla Eerste Kamer, mantenendo l'incarico di parlamentare dino al 1986. Fu anche membro della Commissione di cooperazione allo sviluppo Paesi Bassi-Suriname e del Comitato consultivo per la difesa.
Dall'11 settembre 1981 al 4 novembre 1982 è stato Ministro della Difesa nel governo di Dries van Agt e dal 22 agosto 1994 al 3 agosto 1998 ministro degli Esteri e Vice Primo Ministro nel governo di Wim Kok.
Nel 1998 gli è stato conferito il titolo onorario di Ministro di Stato.

### Attività dirigenziale e famiglia

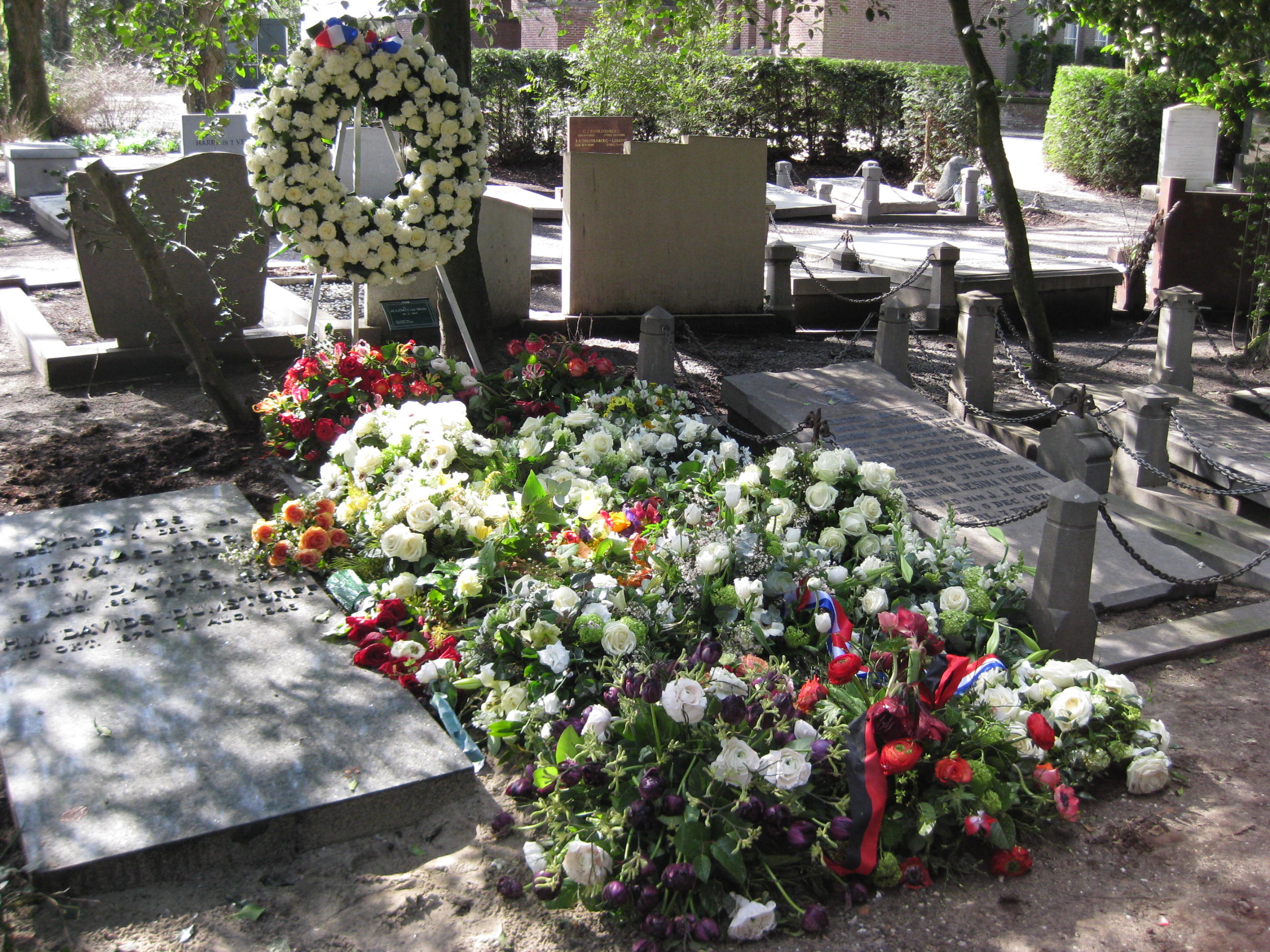
Tomba di Hans van Mierlo.

Ha ricoperto numerosi incarichi dirigenziali, in particolare in organizzazioni letterarie e culturali. Era sposato dal 2009 in un terzo matrimonio con la scrittrice olandese Connie Palmen, con la quale era stato precedentemente impegnato per quasi 12 anni. Dal suo primo matrimonio ha un figlio, dal secondo due figlie. La sua ultima moglie è stata descritta in un diario pubblicato nei Paesi Bassi nel 2011, l'ultimo anno di vita insieme al politico già affetto da una grave malattia.
È morto nel marzo 2010 all'età di 78 anni nell'Onze Lieve Vrouwe Gasthuis di Amsterdam. È stato commemorato il 16 marzo 2010 nella camera alta e bassa degli Stati generali. Due giorni dopo fu sepolto nel cimitero di Zorgvlied ad Amsterdam.